# Banana Republic
Banana Republic е американска марка за облекло.
Основана е от Мел и Патриция Зиглер през 1978 г. като компания за облекло за пътуване, но по-късно от компанията този вид тема на „тропическото“ или „свързано с пътуване“ (сафари-стил) е изоставена в голяма степен. Компанията е закупена от Gap през 1983 г.
Има над 500 магазина по целия свят.